# هاجیز (کارولینای جنوبی)
هاجیز(به انگلیسی: Hodges) شهری در ایالت کارولینای جنوبی کشور ایالات متحده آمریکا است که جمعیت آن در سرشماری سال ۲۰۱۰ میلادی، ۱۵۵ نفر بوده‌است.